# نظرية مؤامرة الحرب اليهودية
تمثل فكرة نشوء حرب يهودية ضد ألمانيا النازية نظرية مؤامرة معادية للسامية روجت لها الدعاية النازية والتي تؤكد أن اليهود، بصفتهم لاعبًا تاريخيًا واحدًا، بدؤوا الحرب العالمية الثانية وسعوا إلى تدمير ألمانيا. بعد أن زعموا أن الحرب أُعلنت في 1939 من قبل حاييم وايزمان، رئيس المنظمة الصهيونية العالمية، استغل النازيون هذه الفكرة الكاذبة لتبرير اضطهاد اليهود الخاضعين للسيطرة الألمانية على أساس أن الهولوكوست كان دفاعًا مبررًا عن النفس. منذ نهاية الحرب العالمية الثانية، كانت هذه النظرية رائجة بين منكري الهولوكوست.

## الأصول
بعد هزيمة قوى المركز في الحرب العالمية الأولى، ظهرت شائعات كاذبة في جمهورية فايمار والمجر تدّعي أن اليهود في هذه الدول تآمروا مع اليهود الأجانب بهدف تقويض المجهود الحربي (أسطورة الطعنة في الظهر). اتهم البعض أيضًا اليهود الأوروبيين بالعمل سويًا لبدء الحرب بغرض تدمير أوروبا وتركها ضعيفة أمام «السيطرة اليهودية». واتهم اليهود بالتلاعب بمفاوضات السلام لتحقيق نتيجة غير مرضية في معاهدات ما بعد الحرب من أجل مصلحتهم الخاصة.
زعم النازيون أن مقاطعة مناهضة النازية كان عملًا عدوانيًا من قبل اليهود، وأطلقوا المقاطعة النازية للأعمال اليهودية ردًا على ذلك. كان أحد عناوين صحيفة ديلي إكسبريس في 24 مارس 1933 بشأن مقاطعة مناهضة النازية هو «يهودا تعلن الحرب على ألمانيا»، ما يدل على أن مثل هذه الادعاءات لم تكن مقتصرة على الدعاية النازية. قبل اندلاع الحرب، رأى الديكتاتور الألماني أدولف هتلر مرارًا وتكرارًا أن اليهود يشكلون تهديدًا خطيرًا لألمانيا، بما في ذلك في 30 يناير 1939 عندما تنبأ بأن حربًا يسببها اليهود سوف تؤدي إلى «إبادة العرق اليهودي في أوروبا» (نبوءة هتلر).

## الحرب العالمية الثانية
بالنسبة إلى هتلر، أكد بدء الحرب العالمية الثانية في 1 سبتمبر 1939 فكرة وجود مؤامرة يهودية ضد ألمانيا طوال ذلك الوقت. يكتب المؤرخ جيفري هيرف «وفقًا لمنطق هتلر المصاب بجنون الارتياب، فقد أطلق اليهود الحرب كي يضطر النازيون لشن حرب انتقامية ضد يهود أوروبا». كتب هيرف أيضًا أن «جوهر الرواية النازية للحرب العالمية الثانية» كان أن «موضوعًا تاريخيًا تحت مسمى «اليهودية الدولية» أطلق الحرب العالمية الثانية بنية إحداث «بلشفة» العالم. وهي ستفشل. عوضًا عن ذلك، ستنتقم ألمانيا النازية من هذا العدوان وستبيد اليهود. إذ ستشن «حربًا» ضد اليهود ردًا على «الحرب» التي بدأها اليهود».
يكتب الباحث راندال بايتويرك: «برر النازيون محاولتهم إبادة اليهود بزعمهم أنهم كانوا يدافعون عن أنفسهم فقط ضد الخطط اليهودية لتدمير ألمانيا وسكانها». يقول المؤرخ إريك سيوبيرغ: «أقنع النازيون أنفسهم بأنهم كانوا يخوضون حربًا للدفاع عن العرق الألماني فرضها عليهم اليهود. كانت هذه كذبة يُنظر إليها على أنها حقيقة من قبل أناس يحتاجون إلى مبرر للقتل».
في كتابه الحرب الألمانية، يكتب المؤرخ نيكولاس ستارجاردت أنه بحلول منتصف 1942، اعتقد الأيديولوجيون النازيون المتشددون مثل مارتين بورمان أن الألمان «يجب جعلهم يدركون أنهم الآن محاصرون في صراع عالمي للإبادة الجماعية، والذي لا يمكن أن ينتهي إلا بانتصارهم أو تدميرهم». ردًا على تساؤلات حول كيفية تفسير «التدابير القاسية للغاية» المتخذة بحق اليهود، طلب بورمان من العملاء النازيين المحليين تبرير الترحيل المنهجي الذي أدى إلى القتل عوضًا عن إنكاره.